# گیاه هوازی

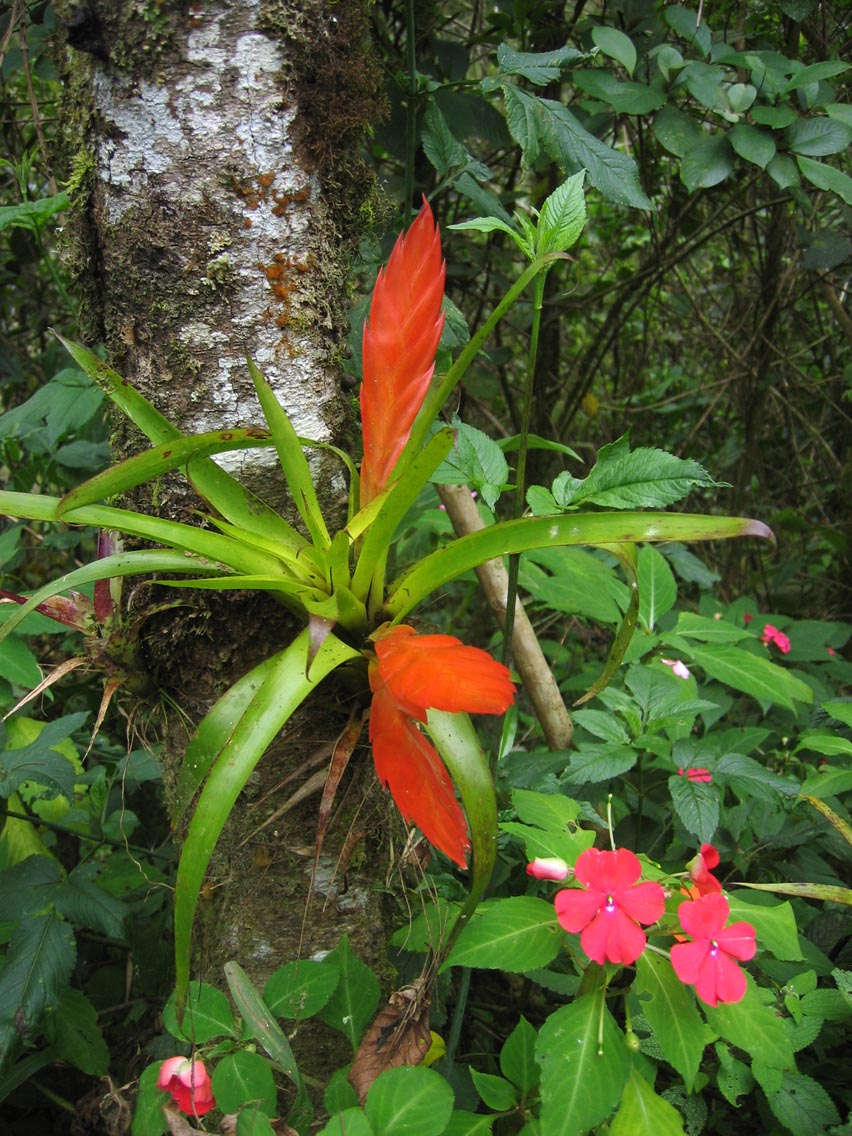
نزدیک اُرُسی ،کاستاریکا

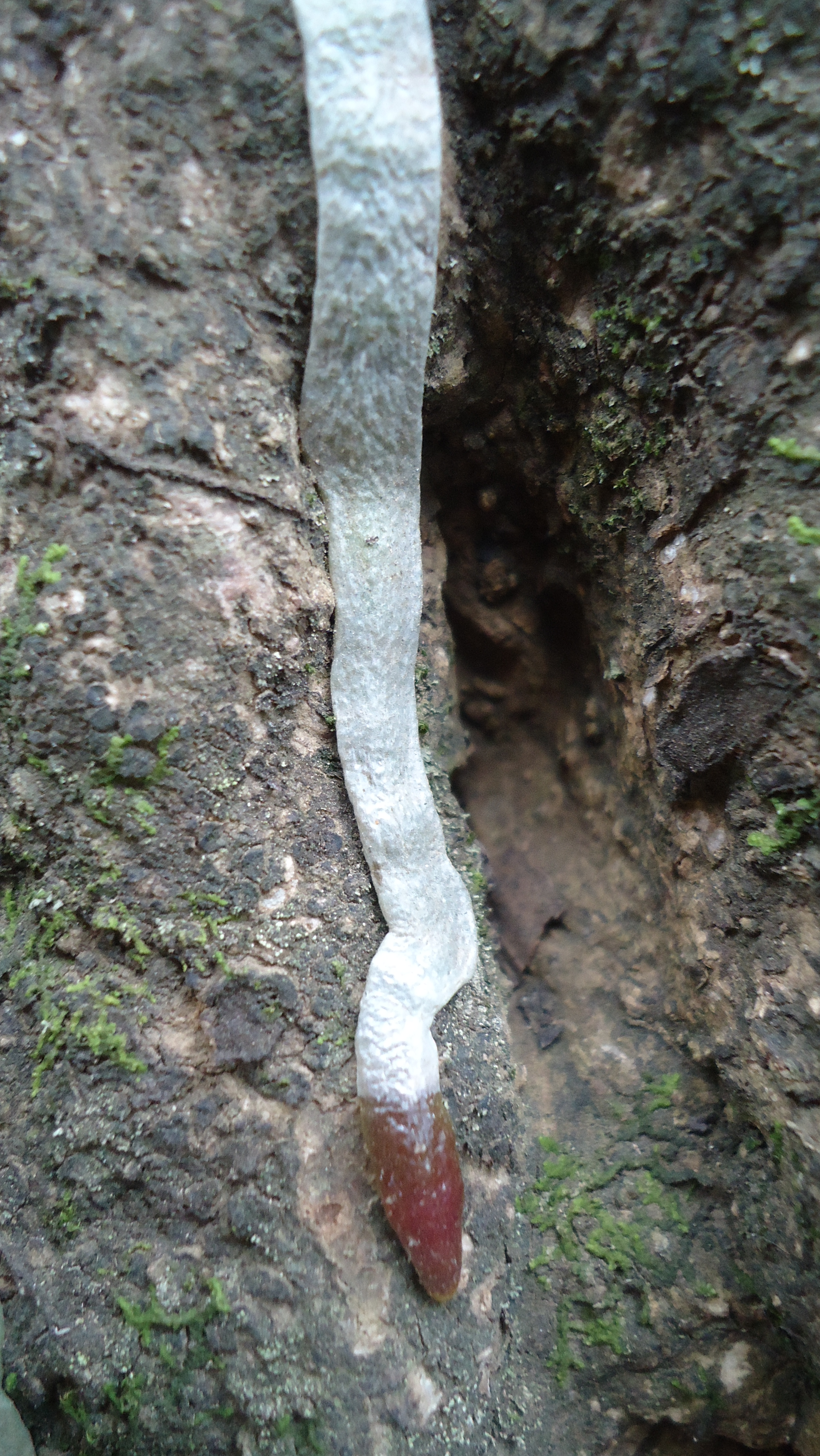
ریشهٔ چسبان یک ثعلب

گیاه هوازی (به انگلیسی: Epiphyte) گیاهی است که روی گیاه دیگری (مثل درخت) بدون صدمه رساندن به آن زندگی کرده و رطوبت و موادغذایی را از هوا، باران و گاهی‌اوقات از آشغالهایی که در اطرافش جمع شده‌است می‌گیرد. گیاهان هوایی با انگل‌ها فرق دارند، گیاهان هوایی روی گیاهان دیگر رشد می‌کنند تا از نظر فیزیکی تکیه‌گاه آن‌ها باشد و لزوماً بر میزبان خود تأثیر منفی ندارند. یک ارگانیسم هوایی که گیاه نباشدepibiont نامیده می‌شود. گیاهان هوایی معمولاً در مناطق معتدل (مثل بیشتر خزه‌ها، غافث‌ها، گلسنگ‌ها، وجلبک‌ها) یا نواحی گرمسیری (مثل، بیشتر سرخس‌ها، ثعلب‌ها، کاکتوس‌ها و آناناسیان)یافت می‌شوند. بیشتر گیاهان خانگی به خاطر آب و خاک حداقل مورد نیاز خود از انواع گیاه هوایی هستند. گیاهان هوایی زیستگاهی غنی و متنوع برای ارگانیسم‌های دیگری مثل حیوانات، قارچ‌ها، باکتری‌ها و میستوزواها فراهم می‌کنند.
این گیاهان به دلیل اینکه در خاک ریشه نمی‌زنند گیاه هوایی نامیده می‌شوند. به‌هرحال، گونه‌هایی از جلبک‌های آبزی از جمله، جلبک دریایی وجود دارند، که گیاه هوایی هستند و روی گیاهان دیگر آبزی (جلبک‌های دریایی یا گیاهان گلدار)آبزی زندگی می‌کنند.

## تنوع زیستی
شناخته‌شده‌ترین گیاهان هوایی شامل خزه‌ها، ثعلبیان و آناناسیان مثل خزه اسپانیایی هستند، اما گیاهان هوایی ممکن است در هر قلمرو اصلی گیاهان یافت شوند. ۸۹٪ از گونه‌های گیاهان هوازی (حدود ۲۴٬۰۰۰) گیاهان گلدار هستند. دومین گروه بزرگ با حدود ۲۸۰۰ گونه (۱۰٪ از گیاهان هوازی) سرخس‌های باریک‌هاگدان هستند. در واقع حدود یک سوم از همهٔ سرخس‌ها هوایی هستند.